# Cebrennus aethiopicus
Cebrennus aethiopicus är en spindelart som beskrevs av Simon 1880. Cebrennus aethiopicus ingår i släktet Cebrennus och familjen jättekrabbspindlar. Inga underarter finns listade i Catalogue of Life.